# Пиу-XII (Мараньян)

Пиу-XII на карте штата.

Пиу-XII (порт. Pio XII) — муниципалитет в Бразилии, входит в штат Мараньян. Составная часть мезорегиона Центр штата Мараньян. Входит в экономико-статистический микрорегион Медиу-Меарин. Население составляет 22 016 человек на 2010 год. Занимает площадь 545,140 км². Плотность населения — 40,39 чел./км².

## Демография
Согласно сведениям, собранным в ходе переписи 2010 г. Национальным институтом географии и статистики (IBGE), население муниципалитета составляет:
| Полное население                               | Полное население                               | Полное население                               | Полное население                               | 22 016 |
| ---------------------------------------------- | ---------------------------------------------- | ---------------------------------------------- | ---------------------------------------------- | ------ |
| в том числе:                                   | Городское население                            | 12 459                                         | Процент городского населения, %                | 56,59  |
|                                                | Сельское население                             | 9557                                           | Процент сельского населения, %                 | 43,41  |
|                                                | Мужское население                              | 11 004                                         | Процент мужского населения, %                  | 49,98  |
|                                                | Женское население                              | 11 012                                         | Процент женского населения, %                  | 50,02  |
| Плотность населения, чел/км²                   | Плотность населения, чел/км²                   | Плотность населения, чел/км²                   | Плотность населения, чел/км²                   | 40,39  |
| Население муниципалитета в % к населению штата | Население муниципалитета в % к населению штата | Население муниципалитета в % к населению штата | Население муниципалитета в % к населению штата | 0,33   |

По данным оценки 2016 года, население муниципалитета составляет 21 164 жителя.

## Статистика
- Валовой внутренний продукт на 2003 год составляет 28 998 439,00 реалов (данные: Бразильский институт географии и статистики).
- Валовой внутренний продукт на душу населения на 2003 год составляет 1088,08 реалов (данные: Бразильский институт географии и статистики).
- Индекс развития человеческого потенциала на 2000 год составляет 0,542 (данные: Программа развития ООН).